# Campionati europei di karate 1978
La 13ª edizione del campionato europeo di karate si è disputata a Ginevra nel 1978. Hanno preso parte alla competizione 186 karateka provenienti da 17 paesi.

## Campioni d'Europa
Campioni nella specialità Kumite:
| Categoria              | Vincitore         |
| Fino a 65 kg maschile  | Coulter           |
| Fino a 70 kg maschile  | Jerome            |
| Fino a 75 kg maschile  | Gauze             |
| Fino ad 80 kg maschile | Renaud            |
| Oltre 80 kg maschile   | Eugene Codrington |
| Open maschile          | Reeberg           |
| Squadre maschili       | Regno Unito       |